# Ripanj
Ripanj (izvirno srbsko Рипањ) je naselje v Srbiji, ki upravno spada pod Občino Voždovac; slednja pa je del Mesta Beograd.

## Demografija
V naselju živi 8.602 polnoletnih prebivalcev, pri čemer je njihova povprečna starost 39,9 let (38,8 pri moških in 41,1 pri ženskah). Naselje ima 3.640 gospodinjstev, pri čemer je povprečno število članov na gospodinjstvo 2,95.
To naselje je, glede na rezultate popisa iz leta 2002, večinoma srbsko, a v času zadnjih 3 popisov je opazen porast števila prebivalcev.
|  |

| Demografija | Demografija     | Demografija     |
| Leto        | Št. prebivalcev | Št. prebivalcev |
| ----------- | --------------- | --------------- |
|             |                 |                 |
|             |                 |                 |
|             |                 |                 |
|             |                 |                 |
| 1948        | 7475            |                 |
| 1953        | 8255            |                 |
| 1961        | 10533           |                 |
| 1971        | 10673           |                 |
| 1981        | 10463           |                 |
| 1991        | 10571           | 10320           |
| 2002        | 11020           | 10741           |
|             |                 |                 |

| Etnična sestava po popisu iz leta 2002 | Etnična sestava po popisu iz leta 2002 | Etnična sestava po popisu iz leta 2002 | Etnična sestava po popisu iz leta 2002 | Etnična sestava po popisu iz leta 2002 |
| -------------------------------------- | -------------------------------------- | -------------------------------------- | -------------------------------------- | -------------------------------------- |
| Srbi                                   | Srbi                                   |                                        | 10.320                                 | 96,08%                                 |
| Romi                                   | Romi                                   |                                        | 94                                     | 0,87%                                  |
| Makedonci                              | Makedonci                              |                                        | 32                                     | 0,29%                                  |
| Črnogorci                              | Črnogorci                              |                                        | 21                                     | 0,19%                                  |
| Jugoslovani                            | Jugoslovani                            |                                        | 13                                     | 0,12%                                  |
| Hrvati                                 | Hrvati                                 |                                        | 9                                      | 0,08%                                  |
| Muslimani                              | Muslimani                              |                                        | 8                                      | 0,07%                                  |
| Madžari                                | Madžari                                |                                        | 8                                      | 0,07%                                  |
| Bolgari                                | Bolgari                                |                                        | 8                                      | 0,07%                                  |
| Albanci                                | Albanci                                |                                        | 5                                      | 0,04%                                  |
| Slovenci                               | Slovenci                               |                                        | 4                                      | 0,03%                                  |
| Rusi                                   | Rusi                                   |                                        | 3                                      | 0,02%                                  |
| Slovaki                                | Slovaki                                |                                        | 2                                      | 0,01%                                  |
| Romuni                                 | Romuni                                 |                                        | 2                                      | 0,01%                                  |
| Ukrajinci                              | Ukrajinci                              |                                        | 1                                      | 0,00%                                  |
| Neznano                                | Neznano                                |                                        | 188                                    | 1,75%                                  |